# 주전원

각 국가의 주전원에 접근할 수 있는 인구 비율을 보여주는 세계 지도(2017년 기준), 전기화 정도를 측정한 것:
80–100%
60–80%
40–60%
20–40%
0–20%

주전원(mains electricity), 가정용 전류(household current)는 범용 교류(AC) 전력 공급이다. 이는 전 세계 여러 지역의 전기 그리드를 통해 가정과 사업체에 공급되는 전력의 형태이다. 사람들은 이 전기를 사용하여 일상용품(예: 가전제품, 텔레비전, 램프)을 벽면 콘센트에 꽂아 전원을 공급한다.
전기의 전압과 주파수는 지역마다 다르다. 세계 대부분 지역에서 전압(명목상)은 230볼트, 주파수는 50Hz이다. 북아메리카에서는 가장 일반적인 조합은 120V, 주파수는 60Hz이다. 예를 들어 230V, 60Hz와 같은 다른 조합도 있다. 여행자의 휴대용 기기는 외국 전기 공급으로 인해 작동하지 않거나 손상될 수 있다. 다른 지역의 호환되지 않는 플러그와 소켓은 전압 및 주파수 요구 사항이 호환되지 않는 기기를 실수로 사용하는 것을 어느 정도 보호한다.